# Нисики-э

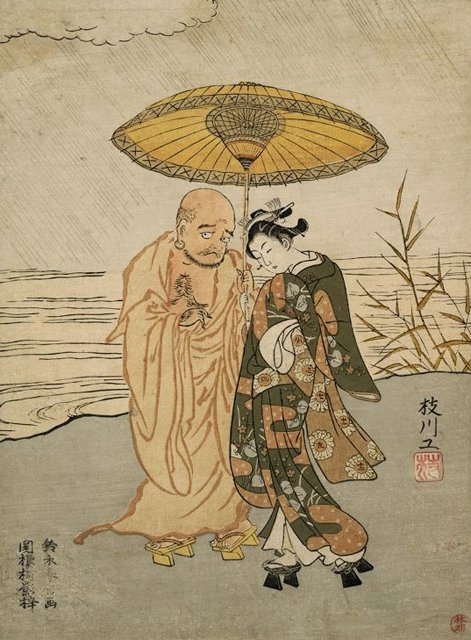
Дарума и молодая девушка под дождём. Судзуки Харунобу. 1765

Нисики-э (яп. 錦絵 — «парчовые картинки», также известны как эдо-э) — японская техника цветной ксилографии, использовавшаяся преимущественно в жанре укиё-э. Её изобретение приписывается художнику Судзуки Харунобу, который впервые использовал её для изготовления гравюр в 1760-х годах.

## Появление
До изобретения нисики-э большинство произведений жанра укиё-э печатались в чёрно-белом виде и затем раскрашивались вручную или с добавлением отдельных досок для разных красок. Первые нисики-э были иллюстрированными календарями (эгоёми), изготовленными по заказу богатых самураев и торговцев, которые интересовались искусством. В эпоху Эдо, печать календарей была монополией бакуфу и за лицензию на выпуск календаря необходимо было много платить, из-за чего они не доходили до широких слоёв населения. Благодаря новой технике удалось завуалировано вписать календари в изображения и избежать цензуры. Например на одной из картин Судзуки Харунобу изображена встреча патриарха дзэн Дарумы и молодой девушки. Числа коротких месяцев были спрятаны на поясе девушки, а числа длинных месяцев были расположены среди волос на груди Дарумы.
Первым художником применившем технику нисики-э был Судзуки Харунобу. Начиная с 1760-х годов он изготовил сотни изображений на классические и современные темы.

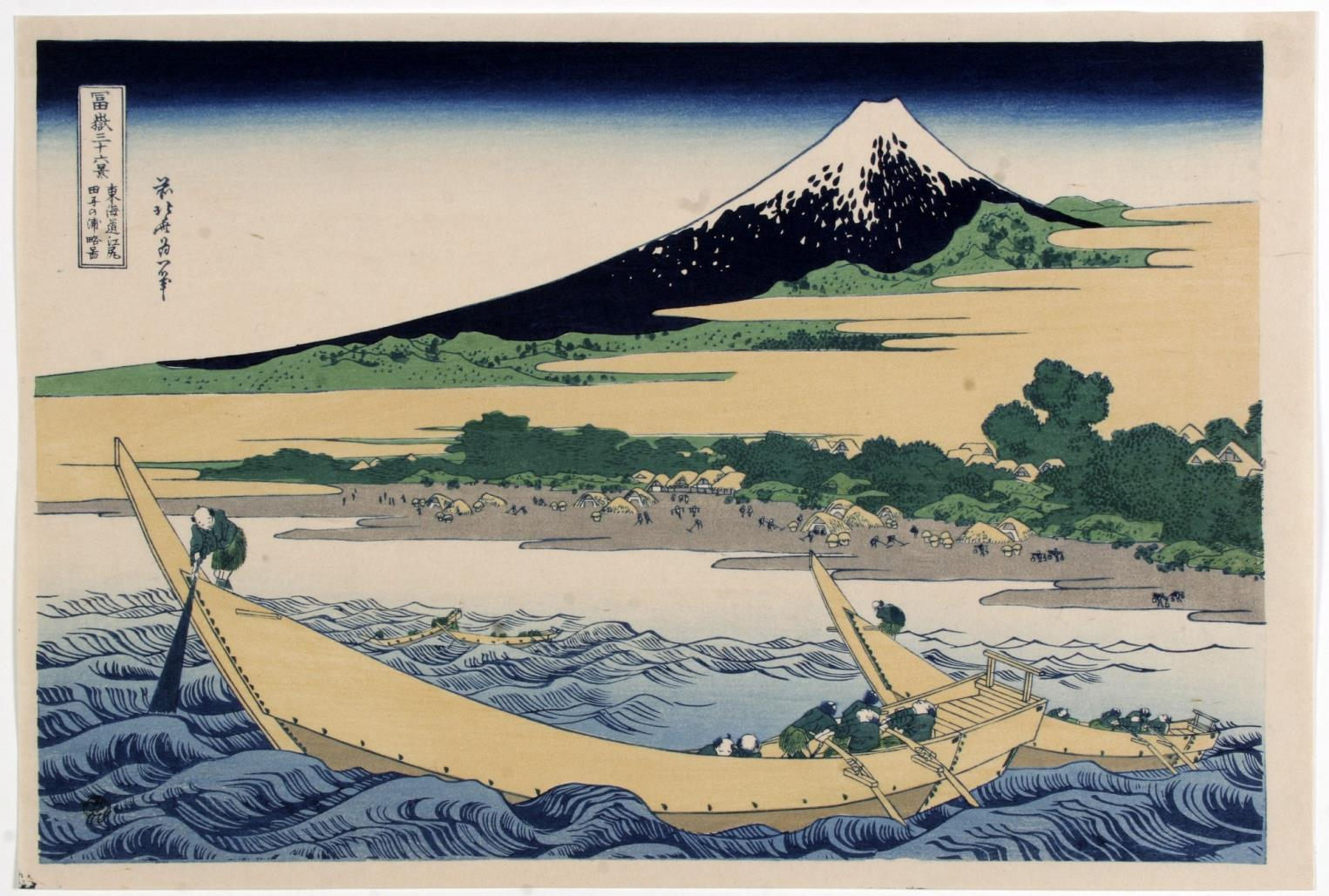
Берег бухты Таго. Кацусика Хокусай. 1829

Техника нисики-э поспособствовала скорому расцвету укиё-э во второй половине эпохи Эдо. Стало возможным массовое производство цветных гравюр, благодаря чему картины подешевели и стали доступны более широким слоям населения Японии. Художникам (например, Утамаро, Эйдзан, Хокусай) стало проще выпускать целые серии картин (например, «36 видов Фудзи»), а также изготавливать гравюры для прикладных и утилитарных целей: рекламы торговых лавок, одежды и др. Кроме того, прогресс многоцветного печатания повлиял на традиционный жанр якуся-э. Начиная с 1770 г. на гравюрах таких ведущих новаторов, как Кацукава Сюнсё и Иппицусаи Бунтё, актёры впервые были представлены индивидами с присущими каждому неповторимыми чертами, в то время как раньше их можно было различать только по гербам (мон) на кимоно.

## Техника изготовления
Цветная ксилография трудоёмка и требует участия нескольких специалистов: художника, который рисует эскиз будущей гравюры; ремесленника-прорисовщика, «доводящего» эскиз до такой степени детализации, чтобы с него можно было резать доску для печати (омохан); резчика, переносившего изображение на доску продольного распила, причем для каждого цвета вырезалась отдельная доска; и печатник, осуществлявшего печать вручную, без применения станка. Благодаря использованию кэнто: — специальных приводочных меток удалось добиться совпадения цветов и предотвратить их смешение. В процессе изготовления могли использовать более 30 досок.
Для нисики-э использовались красители на водяной и растительной основе, что позволяло создать большое количество разных оттенков. Благодаря этому, художники могли изображать различные нюансы и тонкие переходы цвета, например отражение в воде или зеркале, или предметы, спрятанные под прозрачной тканью.

## Применение в эпоху Мэйдзи

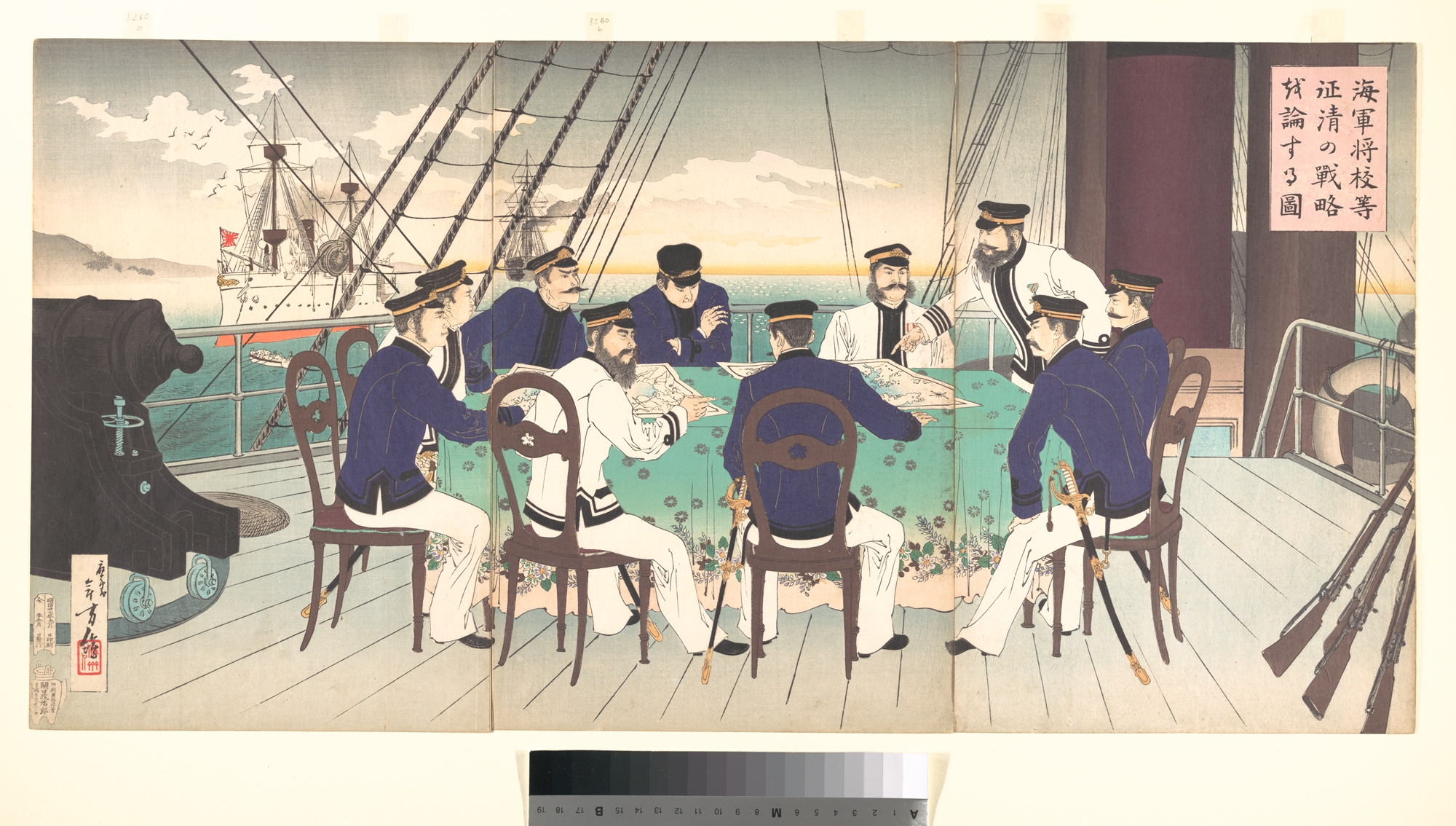
Сцена времён первой японо-китайской войны, Мидзуно Тосиката

Во времена периода Мэйдзи работы в технике нисики-э делались для иллюстрации модных тенденций (например, европейских нарядов), новых товаров, привезённых из других стран, событий и других тем. Газетные нисики-э (яп. 新聞錦絵 симбун нисики-э) стали весьма популярны в это время. Художники-гравёры делали иллюстрации к статьям из газет, например для Токио Нитинити Симбун или Юбин Хоти Симбун.

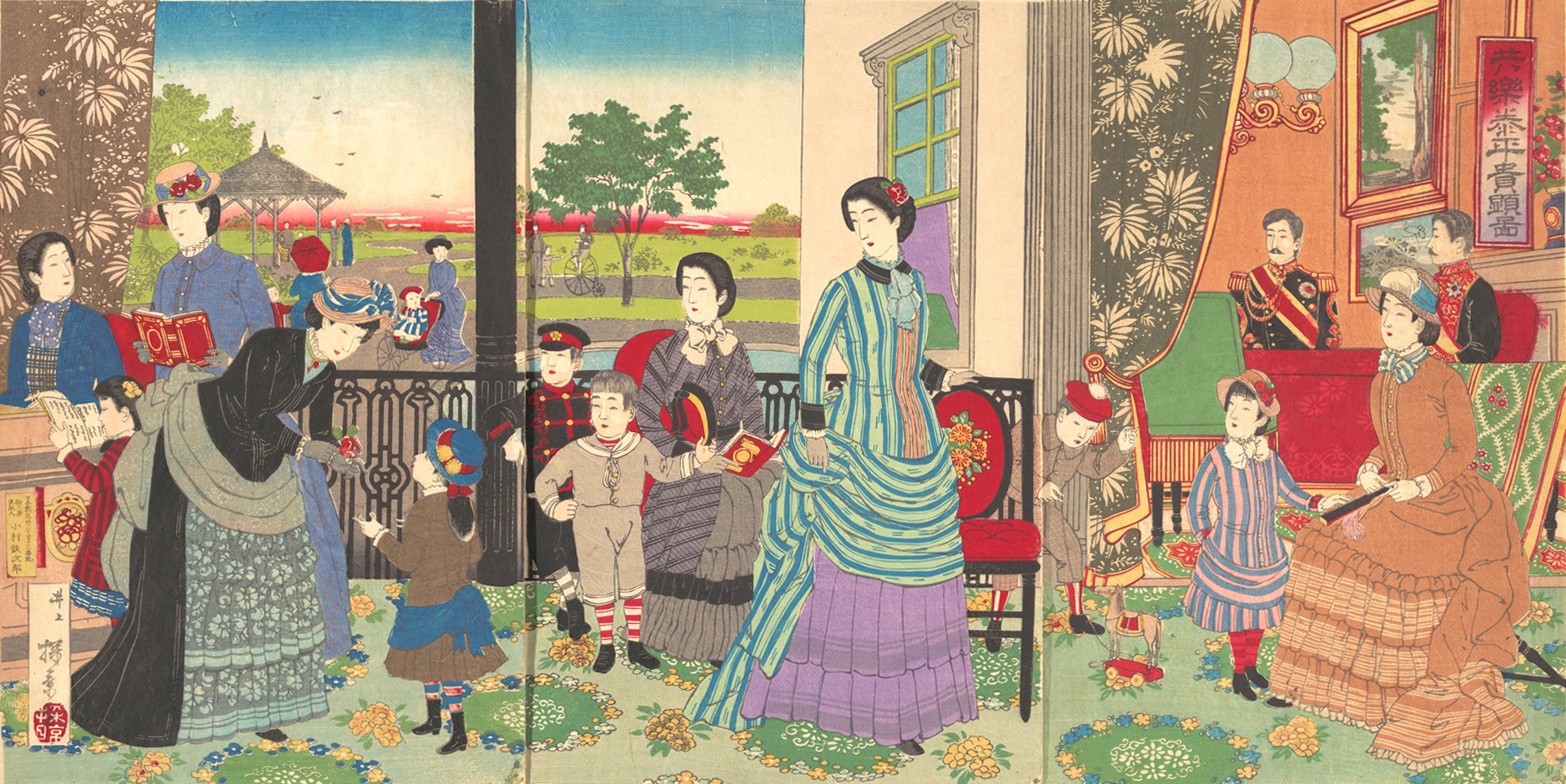
Император наслаждается моментами мира вместе со своей семьёй. Ясудзи Иноуэ, 1887

Ксилографические иллюстрации стали востребованы во время первой японо-китайской войны (1894—1895), за 9 месяцев войны было создано около 3 тысяч гравюр. Эти иллюстрации использовались для пропаганды успехов японской армии. Краски, захватывающие сюжеты и дешевизна исполнения помогли нисики-э долго держаться в качестве хорошей альтернативы появившейся в то время чёрно-белой фотографии. Советский японист Лидия Гришелёва характеризовала милитаристские массовые изображения следующим образом:
Военные гравюры являли собой ярко раскрашенные изображения кровавых сражений, подвигов и побед; японцы на них представлялись непобедимыми героями и могучими богатырями, а китайцы — жалкими трусами с гримасами ужаса на лицах, с карикатурными фигурами и смешными косичками. Японцы были полны благородства, храбрости и доблести, а китайцы дрожали от страха, унижались и плакали. Общество хотело иметь портреты своих героев, и художники выполняли этот социальный заказ, поставляя на рынок изображения самодовольных японских солдат и офицеров в величественных позах и горы трупов китайцев у их ног.